# Friagabi Fossae
Friagabi Fossae zijn smalle depressies op de planeet Venus. De Friagabi Fossae werden in 1985 genoemd naar Friagabi, een oorlogsgodin uit Britannia.
De fossae hebben een diameter van 141 kilometer en bevinden zich in het quadrangle Meskhent Tessera (V-3).